# Oxid tantaličný
Oxid tantaličný (Ta2O5) je oxid tantalu. Tantal je v něm přítomen v oxidačním stavu V.